# Fairchild AC-119
Fairchild AC-119 – amerykański ciężki samolot bliskiego wsparcia powietrznego, opracowany podczas wojny wietnamskiej na bazie samolotu transportowego C-119 Flying Boxcar.

## Historia
W połowie lat 60. XX wieku US Air Force podjęło działania na rzecz zastąpienia starzejących się maszyn AC-47 Spooky, które wykorzystywane były podczas działań wojennych w Wietnamie. Rozpoczęto prace nad programem Project Gunship II, którego rezultatem było opracowanie samolotu AC-130 (na bazie C-130 Herculesa). Ze względu na naglącą potrzebę wprowadzenia do służby większej liczby samolotów tego typu, w 1968 roku zapoczątkowano kolejny program, Project Gunship III, którego celem było zaprojektowanie podobnego samolotu na bazie konstrukcji C-119 Flying Boxcar.
Opracowano dwa warianty samolotu, z których pierwszy – AC-119G Shadow – stanowił stosunkowo prostą modyfikację C-119G, wyposażoną w cztery karabiny maszynowe Minigun kalibru 7,62 milimetra (zapas amunicji do 50 000 sztuk), skomputeryzowany system kontroli ognia, a także wyrzutnię flar, noktowizor i reflektor, mające ułatwić prowadzenie działań nocnych. Od maja do października 1968 roku przebudowano w ten sposób 26 samolotów C-119G. 5 stycznia 1969 roku samolot po raz pierwszy wziął udział w misji bojowej, a do 7 lutego 1969 roku wszystkie maszyny znalazły się w Wietnamie.
Drugi wariant, AC-119K Stinger wyposażony był w dwa dodatkowe silniki turboodrzutowe, które, poprzez zwiększenie maksymalnej masy startowej samolotu, pozwoliły na instalację dwóch dodatkowych działek M61A1 kalibru 20 milimetrów, a także systemu obserwacji w podczerwieni AN/AAD-4 oraz radarów AN/APN-147, AN/APQ-136 i AN/APQ-133 (ten ostatni usunięty w grudniu 1970 roku). Pierwszy z 26 samolotów w tym wariancie (również przebudowanych z C-119G) trafił do amerykańskich wojsk stacjonujących w Wietnamie pod koniec 1969 roku.